# وودتون
وودتون (به انگلیسی: Woodton) یک روستا و محله مدنی در بریتانیا است که در نورفک جنوبی واقع شده‌است. وودتون ۸٫۸۵ کیلومتر مربع مساحت و ۴۸۲ نفر جمعیت دارد.